# René Iché
René Iché (* 21. Januar 1897 in Sallèles-d’Aude im Département Aude; † 23. Dezember 1954 in Paris) war ein französischer Bildhauer und Grafiker.

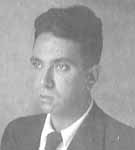
René Iché

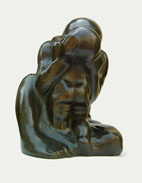
Père et Fils (1925)

## Leben
Nach seiner Teilnahme am Ersten Weltkrieg und einem Jura-Studium, wandte sich René Iché der Bildhauerei zu. Er absolvierte in den 1920er Jahren eine Ausbildung bei Antoine Bourdelle und besuchte Architekturklassen bei Auguste Perret. 1923 nahm er am Salon des Indépendants teil und hatte 1931 seine erste Einzelausstellung bei dem Kunsthändler Léopold Zborowski, der auch der Galerist von Amedeo Modigliani war. Das Musée national d’art moderne in Paris und das Museum Boijmans Van Beuningen in Rotterdam kauften Skulpturen aus dieser Iché-Ausstellung an. Pablo Picasso, Guillaume Apollinaire, Max Jacob und die Bildhauer Ossip Zadkine und Jacques Lipchitz gehörten zu seinen Freunden.
Seine Tochter, die spätere surrealistische Dichterin Laurence Iché (1921–2007), saß ihm bereits im frühen Alter Modell.
Iché arbeitete seine Skulpturen meistens in Granit in der Technik des „taille directe“. Seine Porträts von André Breton und Paul Éluard sind im Stil von Totenmasken angefertigt, obwohl sie zu Lebzeiten der Künstler entstanden. Die Augen sind geschlossen, es entsteht der Eindruck von Schlaf, Versenkung und Traum – sie entsprechen darin ganz der surrealistischer Theorie. Die Reliefs in Gips von 1950 sind naturalistisch gehalten; besonders das markante Gesicht von Breton ist sofort wiederzuerkennen. Durch das dunkle Material entsteht zusätzlich ein geheimnisvoller und in die Ferne gerichteter Eindruck, der wohl im Sinne Bretons gewesen sein muss.
1937 nahm Iché an der Pariser Weltausstellung teil und gestaltete die Fassaden von zwei französischen Pavillons. Besonderes Aufsehen erregte seine Skulptur „Guernica“, ebenfalls von 1937, die in drastischer Weise ein aufrecht stehendes, aber zum Skelett abgemagertes kleines Mädchen mit einem Totenkopf zeigt.
1940 schloss sich Iché der französischen Résistance an. Seine Bronzeskulptur „La Déchirée – Die Zerrissene“ wurde nach London gebracht und als Symbol des Widerstands 1943 an General de Gaulle übergeben. 1948 nahm Iché an der Biennale in Venedig teil. Er erhielt 1953 den Großen Preis für Skulptur. Im selben Jahr widmete die Galerie Bernheim-Jeune ihm eine große Retrospektive. Ein geplantes Monument für Apollinaire sowie ein Denkmal in Auschwitz wurden wegen seines unerwarteten Todes nicht mehr ausgeführt. „Ich bin der letzte unter den Klassikern“, schrieb Iché über sich.

## Werke in Museen
| - 1924: Étude de lutteurs, Musée des beaux-arts, Narbonne - 1925: Père et fils, Art Institute of Chicago, Chicago - 1925: Père et fils, Musée d’art moderne de Saint-Étienne, Saint-Étienne - 1926: Portrait de Mme I., Museum Boijmans Van Beuningen, Rotterdam - 1928: Nu, Musée National d’art moderne, Centre Georges Pompidou, Paris - 1928: Nu, étude n°2, Musée des beaux-arts, Rennes - 1930: Masque de Paul Éluard, Musée des beaux-arts, Saint-Denis - 1930: Masque d’André Breton, Bibliothèque Jacques Doucet, Paris - Fragment de la Jeune Captive, Fonds municipal d’art contemporain de la ville de Paris - 1934: Portrait de Laurence Iché, Centre Georges Pompidou, Paris - 1934: La Contrefleur, Musée d'art moderne, Saint-Étienne - 1934: La Contrefleur, Musée des beaux-arts, Villeneuve-sur-Lot - 1934: La Jeune Tarentine, Musée du Château de Saint-Ouen - 1935: Max Jacob, Musée des beaux-arts d’Orléans, Orléans - 1935: Max Jacob, Musée des beaux-arts de Quimper, Quimper | - 1936: Masque de Louise Hervieu, Centre Georges Pompidou, Paris - 1936: Mère et enfant, Musée du Château de Saint-Ouen - 1936: Hélène 6 ans, Museum of Modern Art, New York City, Rockefeller Foundation - 1936: Hommage à Federico García Lorca, Maison des Mémoire-Maison Joë Bousquet, Carcassonne - 1938: Maquette de Joë Bousquet, Musée des Beaux-Arts de Carcassonne, Carcassonne - 1939: Melpomène 36, Musée d’art moderne, Paris - 1939: Melpomène 36, Musée Denys Puech, Rodez - 1940: La Déchirée, Musée Charles de Gaulle, La Boisserie, Colombey-les-Deux-Églises - 1942: Etude de lutteurs à terre (Jacob et l'ange), Centre Georges Pompidou, Paris - 1942: Etude de lutteurs à terre (Jacob et l'ange), Musée Fabre, Montpellier - 1945: Les lutteurs, Journal L’Équipe, Issy-les-Moulineaux - 1948: Le couple, Musée d'art moderne, Palais de Tokyo, Paris - 1954: La petite danseuse, Musée des beaux-arts, Narbonne |

## Werke im öffentlichen Raum
- 1927: Monument aux morts pacifiste, Denkmal 1914–1918 in Ouveillan
- 1932–1934: Tombe de Charloun Rieu, Paradou
- 1937: Weltfachausstellung Paris 1937 (Pavillons de la marine marchande, du languedoc, de l’artisanat; exposition d’art moderne), Paris
- 1942: Jeanne d’arc, Église Sainte-Thérèse de Boulogne-Billancourt (Architekt: Auguste Perret)
- 1942–1946: Lutteurs à terre, Vanves
- 1942–1950: Orphée, Nogent-le-Rotrou
- 1947: Plaque à Germaine Tillion et Émilie Tillion, Saint-Maur
- 1948: Monument à la Résistance, Carcassonne
- 1948: Monument aux Otages, Puiseaux
- 1949: Tombe de Max Jacob, Saint-Benoît-sur-Loire
- 1951–1953: Palais des Arts, Narbonne